# 蔡姫
蔡姫（そくき、生没年不詳）は、蔡の哀侯の娘。斉の桓公の3番目の正夫人。

## 概要
蔡の哀侯の娘として生まれる。桓公は前後して王姫（周の王女）・徐嬴（徐の君主の娘）・蔡姫を正夫人として迎える。しかし三人とも子ができなかった。
前657年4月、桓公と蔡姫は園の中を船で遊覧し、蔡姫は水練が巧みで、わざと船を振った。桓公は恐れて、顔色が変わって、揺れないようにと言ったが、蔡姫は聞かなかった。桓公は船を下り、怒って蔡姫を実家である蔡に送り返した。実は桓公は蔡姫と離婚する気はなかったが、蔡は蔡姫を他人に嫁入らせた。桓公は激怒し、蔡が自分の妻を再婚するという名目で諸侯たちを率いて蔡を討伐し、蔡国を叩き潰す。
後世にはこのエピソードを君主と妃の間の遊びの故事として用いられる（呉融『御溝十六韵』「鼓宜堯女瑟，蕩必蔡姫舟」より）